# Mirko Allegrini
Pour les articles homonymes, voir Allegrini.
Mirko Allegrini est un coureur cycliste italien, né le 19 octobre 1981 à Negrar.

## Palmarès
- 2002
  - Coppa Poggetto
  - Circuito Internazionale di Caneva
- 2003
  - Trophée de la ville de Conegliano
  - 2e du Trofeo Banca Popolare di Vicenza
- 2004
  - Grand Prix San Giuseppe
  - Coppa Caduti di Reda
  - Medaglia d'Oro GS Villorba
  - Gran Premio Città di Corridonia
  - Gran Premio Inda
  - Grand Prix de Poggiana
  - Grand Prix Colli Rovescalesi
  - 2e du Piccola Sanremo
  - 3e de la Coppa Fiera di Mercatale
  - 3e du Trophée de la ville de Conegliano

## Classements mondiaux
| Année           | 2005  | 2006 | 2007 |
| --------------- | ----- | ---- | ---- |
| UCI Asia Tour   |       | 243e |      |
| UCI Europe Tour | 1037e | 369e | 366e |